# Храм Казанской иконы Божией Матери (Арзамас)
Храм Казанской иконы Божией Матери — православный храм в городе Арзамасе Нижегородской области.

## История
Кирпичная церковь в стиле классицизма сооружена в 1792 году как зимний храм при Воздвиженской церкви, к северу от неё. Прямоугольная в плане постройка с симметричными алтарём и притвором украшена боковыми шестиколонными портиками. Декоративный барабан с шатровым куполом сооружён во 2-й половине XIX века. На хорах был устроен Успенский придел.
В 1929 году была закрыта, сломан купол. В 2003 году возвращена верующим, отреставрирована.

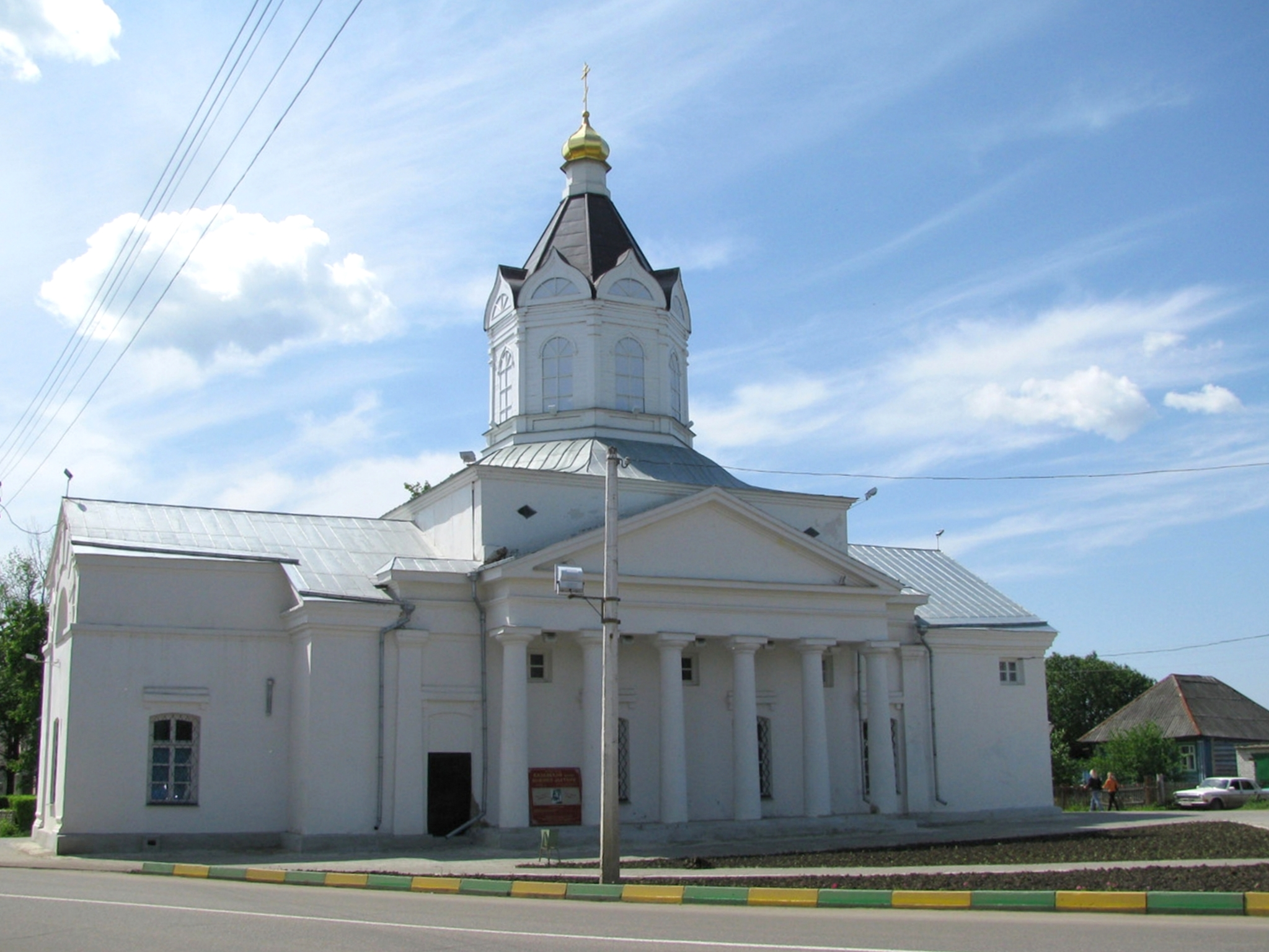
Вид с Советской улицы

## Духовенство
- Настоятель храма — иерей Сергий Ураков[1]